# Ann Katharine Mitchell
Ann Katharine Mitchell (* 19. November 1922 in Oxford, England; † 11. Mai 2020 in Edinburgh, Schottland) war eine britische Mathematikerin und Soziologin. Sie arbeitete während des Zweiten Weltkriegs in Bletchley Park an der Entschlüsselung von Nachrichten, die mit der deutschen Enigma verschlüsselt waren.

## Leben und Werk
Mitchell wurde als Ann Williamson als Tochter von Herbert Stansfield Williamson und Winifred Lilian Williamson geboren. Ihr Vater hatte zuvor im Indian Civil Service gearbeitet und ihre Mutter organisierte eine der ersten Kliniken für Familienplanung in Großbritannien. Mitchell besuchte von 1930 bis 1939 die Headington Schule in Oxford und studierte anschließend bis 1943 als eine von fünf Frauen Mathematik mit einem Stipendium an der Lady Margaret Hall der University of Oxford.

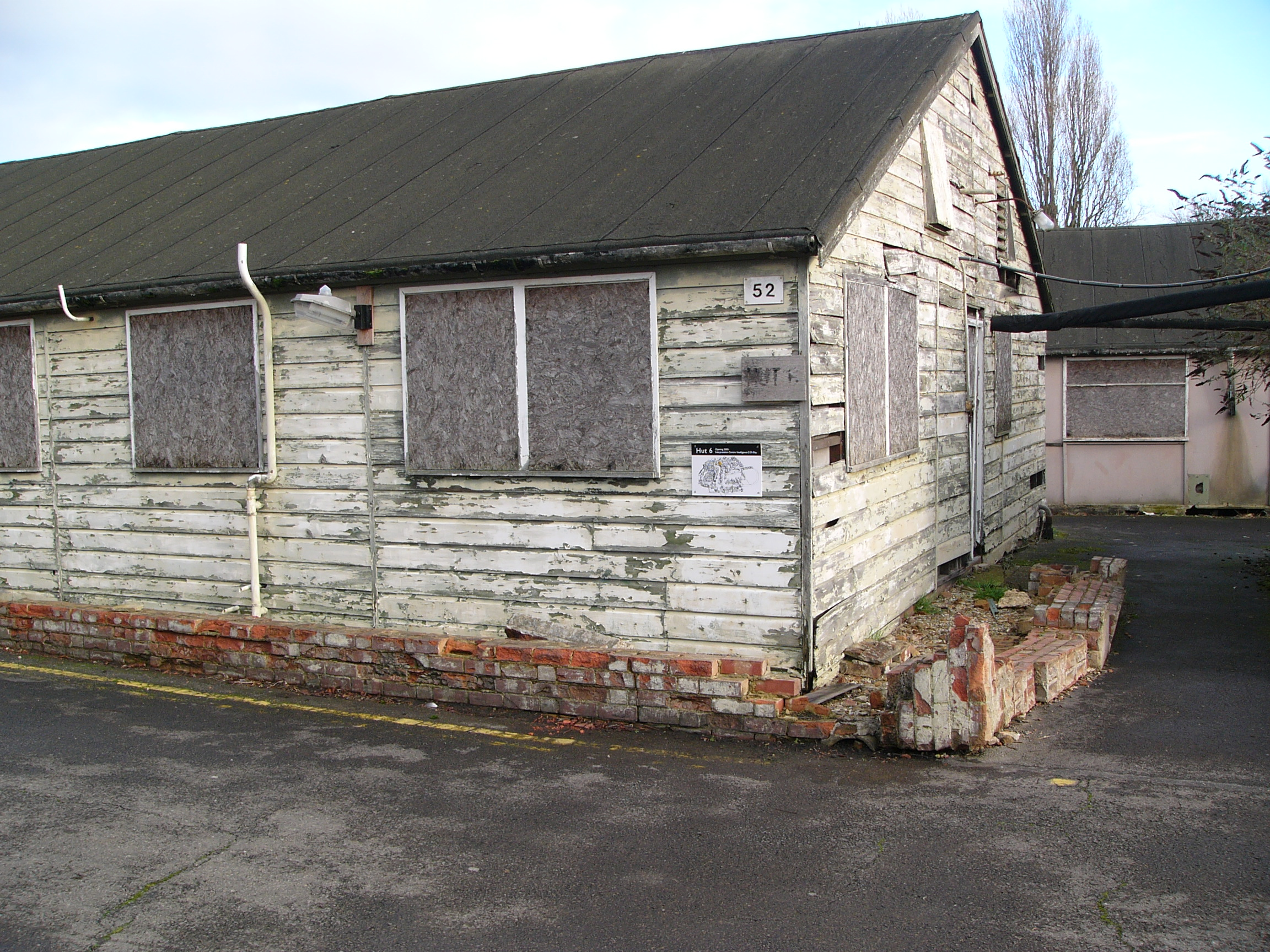
Hut 6 im Bletchley Park, Dezember 2004

Nach ihrem Abschluss wurde sie im September 1943 in Bletchley Park rekrutiert und arbeitete bis Mai 1945 in Hut 6 mit Alan Turing an der Enigma-Entschlüsselung. Nach dem Krieg wurde sie wie andere, die in Bletchley arbeiteten, angewiesen, nie über ihre dortige Arbeit zu sprechen.  Als die Arbeit in Bletchley öffentlich und das Verbot aufgehoben wurde, gab Mitchell viele Vorträge und Interviews über ihre Rolle in der Kriegszeit. 
Nach dem Krieg arbeitete sie als Sekretärin, bevor sie ihren zukünftigen Ehemann John Angus Macbeth Mitchell traf und ihn nach seinem Abschluss in Oxford 1948 heiratete. Er wurde Sekretär des schottischen Bildungsministeriums und sie bekam mit ihm 4 Kinder.

## Wissenschaftliche und sozialpolitische Arbeit
In den 1950er Jahren arbeitete Mitchell als Eheberaterin beim Scottish Marriage Guidance Council (heute bekannt als Relate Scotland). In den 1970er Jahren studierte sie Sozialpolitik und erhielt 1980 einen Master of Philosophy an der University of Edinburgh.  In den frühen 1980er Jahren war sie wissenschaftliche Mitarbeiterin am Department of Social Administration der University of Edinburgh.
Sie forschte und veröffentlichte zum Thema Ehebruch und Scheidung und insbesondere über die Erfahrung von Kindern mit der Trennung. Ihre Forschung führte auch zu Änderungen des schottischen Rechts dahingehend, dass die Bedürfnisse von Kindern in einer Scheidungsvereinbarung angemessen berücksichtigt wurden. Nachdem sie mehrere Bücher über Scheidung veröffentlicht hatte, die sich nicht nur an Forscher, sondern auch an Eltern und die Kinder selbst richteten, schrieb sie Geschichtsbücher über Edinburgh und veröffentlichte im Alter von 89 Jahren eine Biografie ihrer Mutter.
Mitchell starb im Alter von 97 Jahren in Edinburgh. Sie wurde während der COVID-19-Pandemie in Schottland kurz vor ihrem Tod positiv auf COVID-19 getestet.
Ihre Geschichte ist in dem Buch The Bletchley Girls: War, Secrecy, Love and Loss: The Women of Bletchley Park Tell Their Story der Historikerin Tessa Dunlop enthalten.

## Veröffentlichungen (Auswahl)
- Someone to Turn To: Experiences of Help before Divorce. Aberdeen University Press, 1981.
- When Parents Split Up: divorce explained to young people. Chambers, 1986.
- Children in the Middle: living through divorce. Tavistock Publications, 1985.
- Coping with Separation and Divorce. Chambers, 1986.
- The Tudor family. Wayland, 1972.
- Families. Chambers, 1987.
- The People of Calton Hill. The Mercat Press, 1993.
- No More Corncraiks: Lord Moray’s Feuars in Edinburgh’s New Town. Scottish Cultural Press, 1998.